# Municipio de Warwick (condado de Chester)
El municipio de Warwick (en inglés: Warwick Township) es un municipio ubicado en el condado de Chester en el estado estadounidense de Pensilvania. En el año 2000 tenía una población de 2556 habitantes y una densidad poblacional de 51,4 personas por km².

## Geografía
El municipio de Warwick se encuentra ubicado en las coordenadas 40°11′16″N 75°44′56″O / 40.18778, -75.74889.

## Demografía
Según la Oficina del Censo en 2000 los ingresos medios por hogar en la localidad eran de $56 771 y los ingresos medios por familia eran de $70 625. Los hombres tenían unos ingresos medios de $46 422 frente a los $31 429 para las mujeres. La renta per cápita de la localidad era de $26 547. Alrededor del 6,1% de la población estaba por debajo del umbral de pobreza.